# Lichauri-Kirche

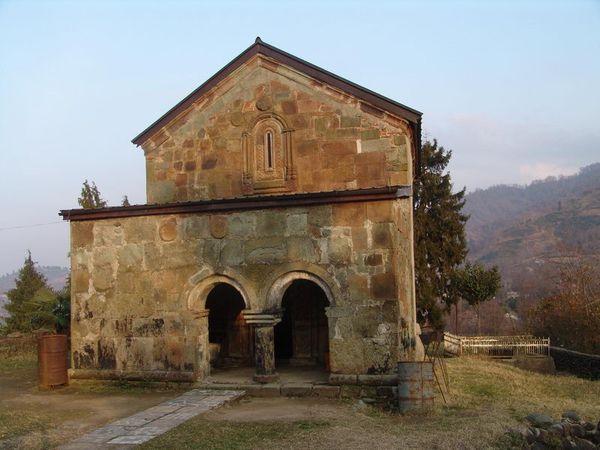
Lichauri-Kirche

Die Marienkirche von Lichauri, kurz Lichauri-Kirche (georgisch ლიხაურის ღვთისმშობლის ეკლესია) ist eine georgisch-orthodoxe Kirche in der Munizipalität Osurgeti in der Region Gurien in Georgien. Sie gehört zur Diözese Schemokmedi. Sie wurde im 12. Jahrhundert errichtet. 
Die Kirche liegt im Zentrum des Dorfes Lichauri. In der Nähe der Kirche steht ein freistehender Glockenturm, der ebenso wie die Kirche aus behauenem Stein erbaut ist. An einer Wand des Glockenturms befindet sich eine georgische Inschrift. An der östlichen Wand der quadratischen Kirche befindet sich ein mit georgischen Ornamenten reich geschmücktes Fenster, an der westlichen ein Portal. 
In der Kirche werden zwei alte Handschriften aufbewahrt, ein Evangelium (georgisch Sachareba) und so genannte Schamni (georgisch ჟამნი).